# Reks
Corey Isiah Christie (nascido em 24 de agosto de 1977), mais conhecido como REKS, é um rapper americano. Saiu da cena underground em Lawrence, no Estado de Massachusetts. Seu álbum de estreia Along Came the Chosen foi lançado em 2001 sob o selo Brick Records. Desde então Reks lançou mais oito álbuns e apareceu em vários álbuns e mixtapes.

## Discografia

### Álbuns
- 2001: Along Came the Chosen
- 2003: Rekless
- 2008: Grey Hairs
- 2009: More Grey Hairs
- 2011: Rhythmatic Eternal King Supreme
- 2012: Straight, No Chaser
- 2012: REBELutionary
- 2013: Revolution Cocktail
- 2014: Eyes Watching God
- 2016: The Greatest X

### EPs
- Skills 101 / Science of Life / Final Four (Brick Records 2000)
- DJ Shame / Dead Prez / Reks & Virtuoso – No More Re-Mixes Vol 1: Behind Enemy Lines / The Setup (Raptivism 2000)
- I Could Have Done More / In Who We Trust / Healthy Habitat (Raptivism 2000)
- Fearless/ Skills 201 / My City (Brick Records 2001)
- Easy / Easy (remix) / Beantown to Cali (Brick Records 2001)
- Soul Supreme /Reks – Queen (Hip-Hop)/Still Searchin (Grit 2002)
- Say Goodnight / Big Dreamers (Lawtown Remix) (Showoff Records/Brick Records 2008)

### Participações especiais
- 08. "Drunk & High" with (Termanology, & N.O.R.E.) em (Cameo King III)

### Mixtapes
- 2010: In Between the Lines
- 2011: In Between the Lines 2
- 2014: All Eyes on Reks

## Prêmios
- 2011 Best Indie Album [UMA]

### Nomeações
- Album of the Year 2011 (Boston Music Awards)[1]
- Hip Hop Artist of the Year 2011 (Boston Music Awards)[2]
- The UMA Male Artist of the Year 2011[3]
- Indie Album of the Year 2011[3]